# Certi bambini
Pour plus de détails, voir Fiche technique et Distribution.
Certi bambini (titre anglais : A Children's Story) est un film italien réalisé par les frères jumeaux Andrea et Antonio Frazzi, sorti en 2004. Le film est l'adaptation du roman Certi Bambini de Diégo De Silva qui a obtenu le Prix Campiello en 2001.

## Synopsis
Rosario, un garçon de 11 ans, vit dans un immeuble en périphérie de Naples avec sa grand-mère Liliana, vieille et malade. Né dans un environnement de confusion et de criminalité, il oscille constamment entre de mauvaises fréquentations, comme Damiano, un malfaiteur qui exploite sa bande, la camorra, et de bonnes habitudes, comme sa grand-mère, qu'il prend soin de, et l'oratoire. Ses journées sont passées à traîner entre les salles de jeux, les mauvaises sandwicheries, les petits délits et les parties de roulette russe improvisées sur la rocade. Il fréquente aussi un centre d’accueil, géré par des bénévoles, qui aide les familles en difficulté. Ses figures de référence sont Damiano, un voyou du quartier, et Santino, un bénévole du centre. Un jour, Rosario y rencontre Caterina, dont il tombe amoureux, et sa vie semble s'améliorer. Mais une série d'événements négatifs le pousse inexorablement dans les bras du crime organisé, et le mal devient un destin inéluctable. La dégradation matérielle de la ville en ruine se transforme en dégradation morale des jeunes garçons, sans aucune autre possibilité que de suivre leur destin de petits délinquants.

## Fiche technique
- Titre : Certi bambini
- Réalisation : Andrea Frazzi et Antonio Frazzi
- Scénario : Diego De Silva, Marcello Fois, Andrea Frazzi, Antonio Frazzi et Ferdinando Vicentini Orgnani
- Musique : Almamegretta
- Photographie : Paolo Carnera
- Montage : Claudio M. Cutry
- Production : Rosario Rinaldo
- Pays :  Italie
- Genre : drame
- Société de production : Pequod et Alba Produzioni
- Genre : drame
- Durée : 94 minutes
- Couleur : couleur
- Langue : Napolitain
- Lieux de tournage : Naples, Salerno, Battipaglia
- Date de sortie : 
  -  Italie : 14 mai 2004

## Distribution
- Gianluca Di Gennaro : Rosario
- Carmine Recano : Damiano
- Arturo Paglia : Santino
- Sergio Solli : Casaluce
- Rolando Ravello : Sciancalepore
- Marcello Romolo : Don Alfonso
- Miriam Candurro : Catarina

## Récompenses
- 2004, Prix Fassbinder de la découverte cinématographique européenne de l'année (Prix du cinéma européen).
- Festival international du film de Karlovy Vary 2004 : Globe de Cristal - Grand prix.